# Зелен лъч
Зеленият лъч е рядък оптичен феномен, който може да се наблюдава при залеза или изгрева на Слънцето. Той представлява зелено локализирано сияние, което се появява за кратък период от време непосредствено над Слънцето или лъч зелена светлина, която проблясва за секунда.

## Условия за наблюдение на явлението
За да се наблюдава това явление, са необходими няколко условия:
- открит хоризонт, например в пустинята, степта, в море или океан при отсъствие на вълнение.
- незамърсен въздух
- липса на облаци

В повечето случаи продължителността му е няколко секунди, много рядко – минути.

## Физика на явлението
Явлението се дължи на рефракцията и дисперсията на слънчевата светлина в земната атмосфера. То е сходно с принципа на формиране на дъгата, но за разлика от нея при зеления лъч се вижда само част от спектъра. Високочестотната светлина (зелена/синя) се пречупва под по-голям ъгъл от нискочестотната (червена/оранжева) и остава видима, когато червените лъчи са засенчени от извивката на Земята. Атмосферните инверсии спомагат за това явление, защото увеличават градиента на плътността, като по този начин увеличават рефракцията.
Дисперсията на слънчевите лъчи се проявява с най-голяма сила в самия момент на залеза, когато над хоризонта е останал само много малък сегмент. Последният лъч на залязващото слънце се разлага в спектър и по принцип би трябвало да видим виолетова светлина. Проблемът е, че виолетовите и сини лъчи се разсейват силно в атмосферата (поради което небето изглежда синьо) и не достигат до земната повърхност. Отделно чувствителността на човешкото око е най-голяма (достига максимум) в зелената част на спектъра. Всички тези фактори допринасят за изумрудено зелената светлина, която понякога се наблюдава при залез или изгрев на слънцето.

## Разяснение
Зеленият лъч може да се отнася за явление, наблюдавано в катедралата Нотр Дам в Страсбург два пъти в годината. В дните на есенното и пролетното равноденствие зелен лъч, който тръгва от един от витражите, осветява статуята на Исус Христос върху катедрата.